# المحقق الحلي
المحقق الحلي (602هـ - 676 هـ) ، الشيخ نجم الدين أبو القاسم جعفر أبن الحسن بن يحيى أحد اعلام الحوزة العلمية الشيعية ولد في مدينة الحلة ونشأ بها وقرأ على مشاهير الفقهاء فيها واشتهر باسم «المحقق الحلي» .

## مولده ودراسته
ولد في الحلة سنة 602 هـ، درس اللغة العربية وأتقنها، وعلم الهيئة، الرياضيات، المنطق والكلام.
درس الفقه والأصول عند أبوه حسن بن يحيى الحلي، وعند أشهر فقهاء الحلة مثل: محمد بن جعفر ابن نما وفخار بن معد الموسوي.

## أساتذته
- شمس الدين الحلي.
- محمد بن جعفر ابن نما.
- نجم الإسلام الحلبي.
- فخار بن معد الموسوي.
- مجد الدین عریضي.
- تاج الدین بن دربي.[3]

## تلامذته
- العلامة الحلي
- ابن داود الحلي.
- ابن ربیب آدمي.
- عبد الکریم بن احمد بن طاووس.
- مجد بن علي بن طاوس.
- مجد بن ملك الادبا.
- عبد العزیز الحلي.
- حسن أبي طالب الیوسفي
- محمد بن علي الکاشي.
- فخر المحققین.
- علي بن یوسف الحلي
- محمد محمد الکوفي.[4]

## مؤلفاته
من أشهر مؤلفاته المتعددة
- شرائع الإسلام : وله شروح كثيرة أشهرها جواهر الكلام للشيخ محمد حسن النجفي ومسالك الأفهام للشهيد الثاني
- المختصر النافع : اختصره من كتابه المعروف بشرائع الإسلام وله شروح عديدة أيضاً من أهمها المهذّب البارع لابن فهد الحلّي والتنقيح الرائع للفاضل المقداد السيوري ورياض المسائل لعلي الطباطبائي وجامع المدارك لأحمد الخوانساري
- المعتبر
- نَكْت النهاية : حاشية على نهاية الشيخ الطوسي
- المعارج في أصول الفقه
- المسلك في أصول الدين
- مدارك الأحكام
- مسالك الأفهام
- هداية الأنام
- مصباح الفقيه
- مسائل العزية
- نهج الوصول إلى معرفة علم الأصول

## وفاته ومدفنه
نقل بعض العلماء الشيعة ان وفاته كانت يوم الثالث عشر من ربيع الآخر سنة 676هـ عن عمر ناهز الأربع وسبعين عاماً وقد دفن في الحلة في محلة تسمى محلة الجباويين  وله مزار معروف فيها ولكن ينقل بعض العلماء انه قد تم دفنه في الحلة ثم نقله إلى مرقد الامام علي في النجف ودفن هناك إلا أن البعض يضعف هذا الرأي.